# 伊莫金 (明尼蘇達州)
伊莫金（英語：Imogene）是位於美國明尼蘇達州馬丁縣普萊森特普雷里鎮區的一個非建制地區。

## 地理
伊莫金所處的海拔為高於海平面344米（即1129英呎），而該地所採用的時區為UTC-6，即北美中部時區（CST）。同時該地設有夏令時間，為UTC-6調快一小時，即UTC-5（CDT）。